# 안단테 파보리
《피아노를 위한 안단테 바장조, WoO 57》은 루트비히 판 베토벤의 피아노 독주를 위한 작품이다. 안단테 파보리라는 별칭으로 더 잘 알려져 있다. 

## 개요
1803년부터 1804년에 걸쳐 쓰이고, 1805년에 출판되었다. 원래 '발트슈타인' 소나타의 2악장으로 작곡된 것이었으나, 지인들이나 출판업자 측으로부터 곡이 너무 길고 다른 악장과 어울리지 않는다는 의견이 나오자, 베토벤은 비판의 정확성을 확신하며  '발트슈타인' 소나타에서 2악장을 빼고 3악장 앞에 짧은 서주를 붙여서 2악장 체제로 곡을 개편했다. 그리고 제외된 2악장을 소품으로 따로 출판했다. 
"안단테 파보리"라는 부제에 관해서 베토벤의 제자 체르니는 다음과 같이 말했다ː "(베토벤이 상류 사회에서 종종 연주하는 동안) 많은 사람들이 좋아했기 때문에 그는 '안단테 파보리'(Andante favori)라는 부제를 붙였다."

## 음악
3/8 박자, 바장조, 안단테 그라치오소 콘 모토, 연주시간은 9분이다. 
공식적으로 론도의 작품이지만, 주제의 각 반환은 다양한 형태로 나타난다. 주제 자체는 상당히 확장되어 있고 세도막 형식이다. 
약기로 시작하는 C-D-C-B, A-B-A-G의 주제, 왼손은 저음으로 아르페지오를 담당하므로 오른손의 선율을 해치지 않도록 배려해야 한다. 
론도 주제 안에서 내림나장조로 전조하지만, 오른손의 옥타브 주법 등 일정한 기술이 요구된다.